# Torneio Copa Associação de Futebol de Fiji
O Torneio Copa Associação de Futebol de Fiji (TCAF) (também conhecido como Copa de Fiji) é um torneio de futebol organizado em Fiji pela Associação de Futebol de Fiji. O torneio tem sido disputado anualmente desde 1991.

## TCAF de Fiji - Hall dos Campeões
| Ano  | Sede             | Campeão   | Vice-campeão | Placar | Notas               |
| ---- | ---------------- | --------- | ------------ | ------ | ------------------- |
| 1991 | Ba               | Ba        | Labasa       | 1 - 0  | -                   |
| 1992 | Labasa           | Labasa    | Nadroga      | 1 - 0  | -                   |
| 1993 | Nadi             | Nadroga   | Tavua        | 2 - 0  | -                   |
| 1994 | Rewa             | Tavua     | Suva         | 1 - 0  | -                   |
| 1995 | Labasa           | Suva      | Labasa       | 4 - 0  | -                   |
| 1996 | Nadi             | Nadi      | Lautoka      | 4 - 0  | -                   |
| 1997 | Rewa             | Ba/Labasa | -            | 0 - 0  | Título dividido     |
| 1998 | Rewa             | Ba        | Nadi         | 3 - 0  | -                   |
| 1999 | Labasa           | Labasa    | Lautoka      | 2 - 1  | -                   |
| 2000 | Nadi             | Lautoka   | Nadroga      | 2 - 0  | -                   |
| 2001 | Nadroga          | Nadroga   | Labasa       | 7 - 6  | Disputa de pênaltis |
| 2002 | Lautoka          | Lautoka   | Nasinu       | 3 - 2  | Disputa de pênaltis |
| 2003 | Rewa             | Navua     | Rewa         | 1 - 0  | -                   |
| 2004 | Nadi             | Ba        | Navua        | 2 - 0  | -                   |
| 2005 | Nadi             | Ba        | Nadi         | 1 - 0  | -                   |
| 2006 | Suva             | Ba        | Labasa       | 3 - 0  | -                   |
| 2007 | Ba               | Ba        | Labasa       | 1 - 0  | -                   |
| 2008 | Suva             | Navua     | Labasa       | 1 - 0  | -                   |
| 2009 | Suva             | Navua     | Lautoka      | 2 - 1  | -                   |
| 2010 | Lautoka          | Ba        | Navua        | 1 - 0  | -                   |
| 2011 | Lautoka          | Rewa      | Labasa       | 1 - 0  | -                   |
| 2012 | Lautoka, Nausori | Suva      | Ba           | 1 - 0  | -                   |
| 2013 | Suva, Nadi       | Nadi      | Ba           | 3 - 1  | -                   |

## Títulos por equipe
| Time                  | Número de campeonatos | Número de vice-campeonatos | Notas              |
| --------------------- | --------------------- | -------------------------- | ------------------ |
| Ba Football Club      | 8                     | 2                          | Um título dividido |
| Labasa Football Club  | 3                     | 7                          | Um título dividido |
| Navua Football Club   | 3                     | 2                          | -                  |
| Lautoka Football Club | 2                     | 3                          | -                  |
| Nadroga Football Club | 2                     | 2                          | -                  |
| Nadi Football Club    | 2                     | 2                          | -                  |
| Suva Football Club    | 2                     | 1                          | -                  |
| Tavua Football Club   | 1                     | 1                          | -                  |
| Rewa Football Club    | 1                     | 1                          | -                  |
| Nasinu Football Club  | 0                     | 1                          | -                  |

## Ligações Externas
- Fiji FACT Roll of Honour